# 佛兰德伯爵站
佛兰德伯爵站（法語：Comte de Flandre）是布鲁塞尔地铁1号线和5号线的车站，位于比利时布鲁塞尔首都大区圣扬斯-莫伦贝克。

## 名称
该站得名于附近的佛兰德伯爵街（Rue du Comte de Flandre/Graaf van Vlaanderenstraat），后者得名于佛兰德伯爵菲利普。